# Dansk Europamission
Dansk Europamission (DE) hjælper forfulgte kristne i Mellemøsten, Asien og Centralasien med nødhjælps- og udviklingsprojekter, bibeloversættelses og bibeldistibutionsprojekter, mediemission, evangelisering og lederuddannelse.

## Historie
Dansk Europamission blev stiftet af pastor Hans Kristian Neerskov i 1964. Dansk Europamission har bestyrelsesmedlemmer fra flere kirkesamfund, inkl. Den danske Folkekirke, og organisationen er fælleskirkelig.
Dansk Europamission blev kendt hovedsagelig for sit engagement i ad uofficielle kanaler at forsyne kristne bag Jerntæppet med bibler og kristen litteratur, samt for sit arbejde for at oplyse den danske offentlighed om brud på kristnes menneskerettigheder i de kommunistiske lande.
Efter kommunismens sammenbrud i 1991 har Dansk Europamission hjulpet forfulgte kristne i Mellemøsten, Asien og Centralasien med nødhjælps- og udviklingsprojekter, bibeloversættelses og bibeldistibutionsprojekter, mediemission, evangelisering og lederuddannelse. 
Dansk Europamissions har tilsluttet sig ISOBROs indsamlingsetiske retningslinjer.

## Eksterne links
- Solveig B. Berner (d. 19/3-04) "Bag jerntæppet" Arkiveret 7. juni 2007 hos  Wayback Machine
- www.forfulgtekristne.dk